# Économie de transition
 (février 2009).
Si vous disposez d'ouvrages ou d'articles de référence ou si vous connaissez des sites web de qualité traitant du thème abordé ici, merci de compléter l'article en donnant les références utiles à sa vérifiabilité et en les liant à la section « Notes et références ».
Une économie de transition est un passage d'un système économique anciennement planifié et étatique (l'État étant l'unique propriétaire de tous les moyens de production et de distribution) vers un système capitaliste d'économie de marché, par le biais de :
- la privatisation des propriétés de l'État ;
- l'entrepreneuriat privé et l'émergence d'activités nouvelles dépendant du capital privé.

Notons toutefois que le terme de « transition » est aujourd'hui contesté pour deux motifs logiques et sémantiques :
- l'une est qu'il n'y a pas de raison de réserver ce terme au post-communisme : il pourrait tout aussi bien s'appliquer au passage du système capitaliste d'économie de marché vers le système planifié et étatique par le biais des nationalisations, qui s'est produit dans de nombreux pays où le Parti communiste s'est emparé de la totalité des pouvoirs et a décidé d'appliquer à l'économie les règles du communisme ;
- l'autre est le caractère brutal des nombreux changements intervenus dans un sens comme dans l'autre lors du passage d'un système à l'autre, brutalité incompatible avec le caractère progressif que sous-entend le mot « transition »[réf. nécessaire].

Concernant le post-communisme, deux approches s'opposaient[Quand ?] concernant les modalités pratiques de cette transition :
- d'une part, les partisans d'une « thérapie de choc » prônaient la libéralisation rapide des prix et du commerce, des programmes de stabilisation de l'inflation et des privatisations massives ;
- d'autre part, les institutionnalistes ou « gradualistes », prônant une transition plus progressive, qui libéraliserait l'économie et privatiserait le secteur public qu'à mesure que les institutions nécessaires au bon fonctionnement du marché et un état de droit se développeraient.

Appuyés par les instances internationales (FMI, BERD, Banque mondiale), les partisans de la « thérapie de choc » (Jeffrey Sachs, etc.), l'emportèrent notamment en Russie, en Ukraine, et en République tchèque. À l'inverse, la transition fut plus progressive en Biélorussie, en Roumanie et en particulier en Slovénie. Dans un cas comme dans l'autre, les élites des régimes antérieurs (nomenklatura) furent les premières à bénéficier des avantages de la transition, constituant la nouvelle caste des oligarques, surnommée новоричи (novoritchi, du français « nouveau riche ») dans l'ex-URSS.

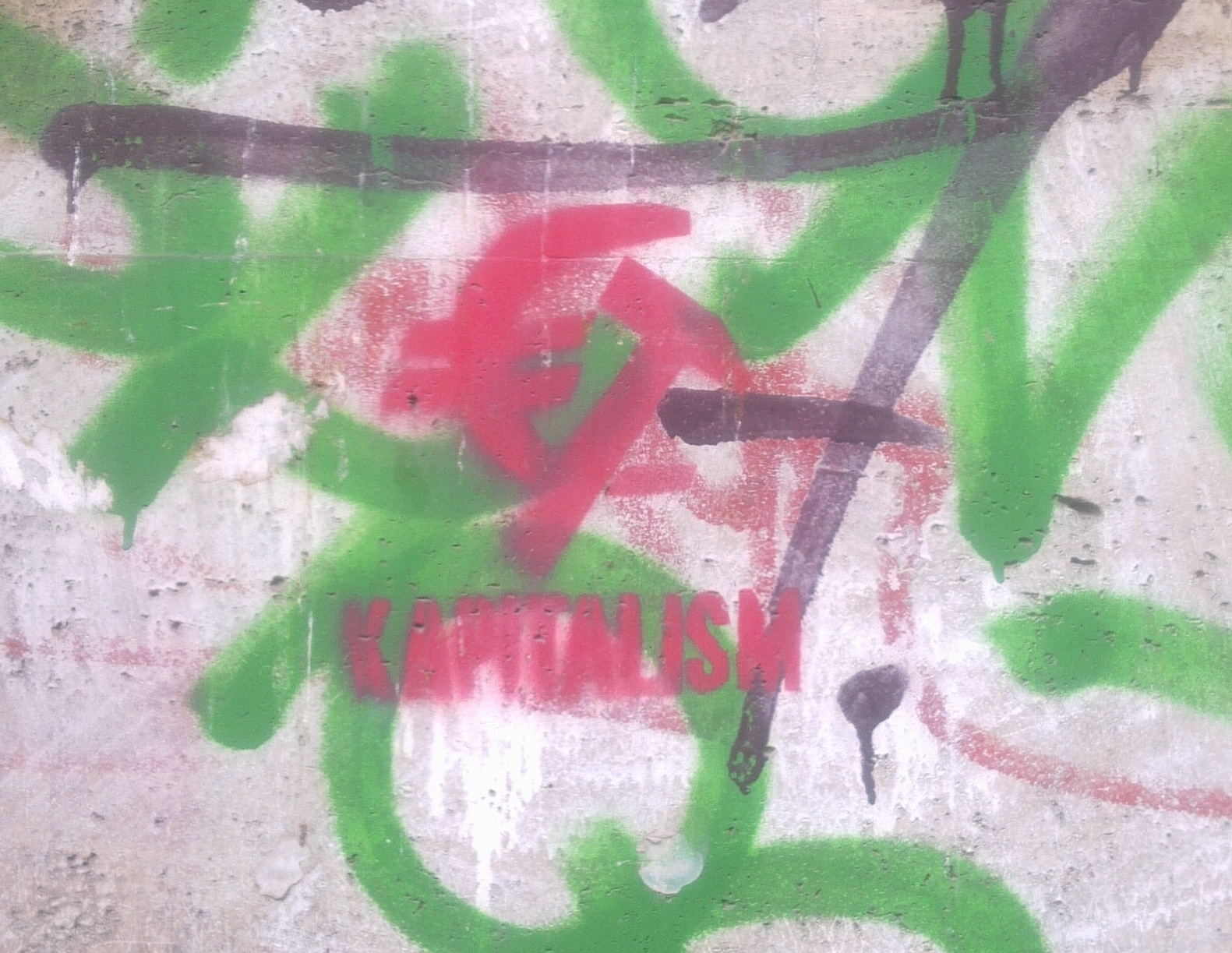
Graffiti dénonçant la brutalité et le monopole de la nomenklatura sur la transition économique post-communiste, sur un mur à Bucarest (2013).

## Pays concernés
Il s'agit essentiellement des pays de l'ex-URSS, de l'ex-bloc de l'Est et de la Chine, mais aussi de pays du tiers-monde dits « émergents » comme l'Inde, l'Égypte, et plusieurs autres pays en voie de développement ou à revenus moyens (tels le Brésil ou la Turquie.)

### Europe de l'Est[2]
Le début de la transition économique des anciens pays communistes est marqué par la disparition des statistiques truquées et la révélation au grand jour du niveau de vie réel de la population, soumise au chômage de masse et à la pauvreté. Le système étatique, qui permettait de « chômer au travail » contre un salaire modeste mais assuré, qui tolérait que l'on s'active de manière informelle pendant les heures de « travail », qui contrôlait étroitement la violence et l'insécurité en les encadrant au sein des organes de sécurité du régime (il n'y avait pas d'autre violence publique que celle de l'État) et qui encadrait également les prix, disparaît.
Lorsque la « thérapie de choc » a été appliquée, les grands combinats industriels incapables de rivaliser avec la concurrence de l'économie de marché ont rapidement fermé, des millions de salariés ont été licenciés, et les prix ont atteint leurs niveaux réels souvent inaccessibles aux retraités et aux salariés surtout modestes. Pour la majorité de la population, le pouvoir d'achat s'est effondré et, dans les pays où cette méthode a été appliquée, comme la Russie, la Pologne ou la Hongrie, les partis les plus nationalistes ont eu des succès électoraux croissants, ont pris le pouvoir et ont instauré des pratiques politiques autoritaires. 
Là où la « thérapie graduelle » a été appliquée, avec des programmes protectionnistes à connotation sociale et « de gauche », les oligarques ont pris soin d'étaler dans le temps la privatisation à leur profit du secteur public d'État et des systèmes de protection sociale, tout en freinant la rétrocession à leurs anciens propriétaires des biens nationalisés par les régimes communistes à leurs débuts, et en favorisant l'accession à la propriété des locataires des grands ensembles immobiliers collectifs construits pendant la période communiste. Ces locataires purent acquérir leurs logements à des prix modiques, et des ex-kolkhoziens acquirent eux aussi des parcelles de terre arable à peu de frais : cela assura aux forces politiques ex-communistes une base électorale reconnaissante et fidèle qui leur permit de se maintenir au pouvoir, sinon exécutif (présidences), au moins législatif (parlements) sans avoir à employer des méthodes autoritaires. Quant aux gérants et directeurs d'usines, ils purent devenir, également pour des prix modiques, les patrons de leurs entreprises. Ce fut notamment le cas en Roumanie, Bulgarie, Moldavie, Ukraine, dans les républiques ex-soviétiques du Caucase et d'Asie centrale, en Mongolie, en Chine, au Vietnam, et le processus vient de commencer dans la deuxième décennie du XXIe siècle à Cuba et en Corée du Nord. On peut y parler d'expérimentation de société libérale sur le plan économique, avec maintien, sous différentes formes, de la nomenklatura et des princes rouges au pouvoir politique et souvent économique. Le communisme peut rester formellement le système constitutif de l'État (Chine, Vietnam, Corée du Nord, Cuba) ou bien laisser place soit à des démocraties parlementaires (République tchèque, Slovaquie, Slovénie, Croatie, Serbie, Bulgarie, Roumanie, pays baltes) soit à des régimes plus ou moins nationalistes et autoritaires (les autres).
Dans certaines branches d'activité, des re-nationalisations des capitaux privatisés au travers de montages financiers ont eu lieu. Ainsi, dans le secteur du pétrole, alors que la « thérapie de choc » avait conduit à la privatisation des entreprises extractrices d'hydrocarbures dans la décennie 1990, l'État russe a racheté partiellement ou entièrement, depuis l'an 2000 et à des prix très supérieurs à ceux de la privatisation, ces entreprises que leurs détenteurs étaient incapables de moderniser. Dans la deuxième décennie du XXIe siècle, d'innombrables montages public-privé avec ventes, rachats et reventes ont permis à la fois à l'État de détenir une partie de la production pour des raisons géopolitiques, et aux investisseurs de faire des plus-values énormes aux frais dudit État. Le cas des interactions entre les groupes Gazprom, Ioukos et Sibnef est exemplaire de ce mouvement de concentration économique.

### Asie
En Chine, il existe toujours un important secteur public de production de base, d'ailleurs en grande difficulté, et des pratiques de prix encadrés ou protégés (subvention de l'énergie…. L'économie de marché y concerne plutôt le développement d'autres secteurs économiques par l'initiative privée.

### Europe de l'Ouest
Lors de la transition démocratique espagnole, le pays a dû passer de la rigidité imposée par le régime franquiste (impossibilité pour une entreprise de connaître la faillite) à une économie alignée sur ses voisins européens (voir « miracle économique espagnol »).

## Processus de la transition
Les processus de transition passent par la création d'un certain nombre de règles juridiques ou sociales, telles :
- les modifications juridiques permettant l'entreprise privée et le marché de concurrence
- des privatisations massives et rapides des actifs de l'État
- la libéralisation des prix et du commerce
- des programmes de stabilisation pour lutter contre l'inflation

## Conséquences de la transition

### Conséquences économiques
La transition vers une économie de marché provoque de graves tensions entre ancien régime et nouveau régime économique. Dans la plupart des pays dits "en transition" les réformes économiques sont ou ont été portées par des organismes internationaux tels que le FMI, la Banque mondiale et l'OCDE. Ces trois organismes ont des divergences sur la manière de mener à bien les transformations vers l'économie de marché. Cependant ils s'accordent sur la nécessité d'utiliser le modèle du capitalisme occidental et de le plaquer avec des adaptations limitées dans les pays anciennement planifiés. L'Union européenne (programmes PHARE et TACIS et les aides de la BEI) partent davantage des situations de terrain et du coaching éducatif. 
Toujours est-il que se trouvent créés des problèmes de légitimation des nouvelles institutions face aux anciennes encore très présentes. Pour y remédier, le FMI a encouragé les autorités  de ces pays à utiliser une "thérapie de choc" monétaire et financière et à transcrire le plus fidèlement possible dans le droit de ces pays des principes de la propriété privée, de l'entrepreneuriat et de la concurrence. Étant opposés avec les principes qui régissent les anciennes institutions, ces règles sont souvent contournées voire ignorées par les populations. Cela provoque une forme d'immobilisme dans les transformations et pourrait nuire à l'amélioration des conditions de vie dans ces pays. Toutefois les résultats sont généralement favorables sur les chiffres de la croissance économique, surtout dans certains pays.

### Conséquences sociales
Pendant la période communiste, les oligarques se sont appuyés, idéologiquement, sur le « socialisme scientifique » pour justifier une conduite brutale et autoritaire de l'économie ayant mené à une surproduction des industries lourdes et militaires et à une pénurie chronique de biens de consommation courants allant jusqu'à des famines. Pendant la transition, presque tous devinrent partisans du libéralisme économique mais pas forcément du libre-échange : ils se partagèrent entre adeptes de la « thérapie graduelle » nécessitant comme en Chine un encadrement du marché (en suivant les économistes qui ne pensent pas que le marché soit capable de s'auto-réguler) et adeptes de la « thérapie de choc » (en suivant les canons de l'école économique autrichienne, du thatchérisme et du reaganisme).
À partir de 1992, la Russie privatisa massivement, la « thérapie de choc » étant mise en œuvre de façon complète à partir de 1994 : à cette époque, plus de 50 % du secteur public (112 625 entreprises d'État) avaient été privatisées.
Dans un contexte de privatisations hâtives et d'inflation persistante, la transition s'est d'abord traduite par une quasi-division par deux du produit intérieur brut, ce qui a fait naître des controverses sur le rôle joué par le Fonds monétaire international (FMI). Le chômage, qui s'élevait à moins de 0,1 % de la population active au début des années 1990, a grimpé à 0,8 % en 1992 et jusqu'à 7,5 % en 1994, quatre fois plus vite qu'en Biélorussie (0,5 % en 1992 et 2,1 % en 1994), qui a adopté une méthode plus graduelle de libéralisation. Dans le même temps, souligne une étude comparative entre pays post-communistes du Lancet (2009), le taux de mortalité augmenta quatre fois plus vite en Russie qu'en Biélorussie. L'étude constate une corrélation entre les privatisations massives et rapides et l'augmentation du chômage, et entre celle-ci et l'augmentation des taux de mortalité. Elle attribue ainsi une augmentation de plus de 18 % de la mortalité en Russie attribuable aux privatisations massives (et au chômage conséquent, menant entre autres à un accès difficile aux soins, à l'augmentation de l'alcoolisme et de comportements alcooliques dangereux - ingestion de substances toxiques -, etc. ); tandis qu'en Biélorussie, l'augmentation du taux de mortalité attribuable aux privatisations, plus progressives, aurait été de 7,7 % . L'étude avance en outre le rôle important du capital social (appartenance à une association, un syndicat, une Église, une organisation politique ou sportive, etc.) pour la santé, ce qui expliquerait notamment l'impact beaucoup moins grand de la thérapie de choc en République tchèque sur la santé publique qu'en Russie. Enfin, l'étude observe que « la stratégie de privatisation, et en particulier de rapides privatisations de masse, modifiait l'effet des privatisations sur les taux de mortalité » .